# Thiachroia deilinias
Thiachroia deilinias är en fjärilsart som beskrevs av William Schaus 1921. Thiachroia deilinias ingår i släktet Thiachroia och familjen nattflyn. Inga underarter finns listade i Catalogue of Life.